# Bosque nacional Pisgah
El bosque nacional Pisgah es un bosque nacional de los Estados Unidos en los Montes Apalaches al oeste de Carolina del Norte. Es administrado por el Servicio Forestal de los Estados Unidos (USFS, por sus siglas en inglés), parte del Departamento de Agricultura de los Estados Unidos (USDA). El Bosque Nacional Pisgah está dentro del estado de Carolina del Norte. El bosque es gestionado junto con otros tres bosques, el bosque nacional Croatan, el bosque nacional Nantahala, y el bosque nacional Uwharrie desde oficinas generales en Asheville, Carolina del Norte. Hay oficinas de guardabosques localizadas en el Bosque Pisgah, Burnsville, y Nebo.

## Geografía

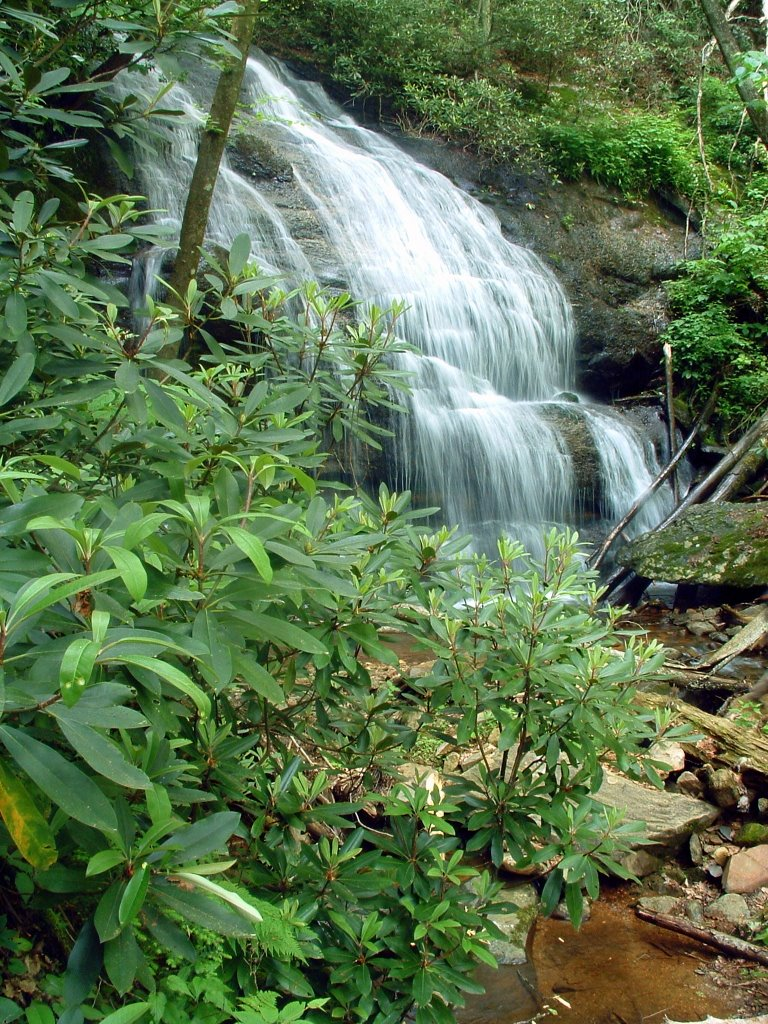
Cascada en West Prong Hickey Fork Creek

El bosque nacional Pisgah protege un área de 512 758 acres (2075,06 km²) de terreno montañoso en el sur de los montes Apalaches, incluyendo partes de las montañas Blue Ridge y Great Balsam. Las elevaciones alcanzan 6000 pies (1828,8 m) e incluyen algunas de las montañas más altas en el este de los Estados Unidos. Monte Mitchell, en el parque Estatal del Monte Mitchell, es la montaña más alta al este del Río Misisipi y se encuentra en los límites del Bosque Nacional Pisgah. El bosque también incluye los alrededores de las ciudades de Asheville, Brevard y parte del Valle French Broad River. Hay varias opciones para la recreación que incluye el senderismo y backpacking, entre otras. La tierra y sus recursos también son usados para la caza, gestión de la fauna, y el uso de madera para construcción, así como el jardín botánico de cape fear. El bosque se encuentra en 12 condados al oeste de Carolina del Norte. En orden descendente son el condado de Transilvania, el condado McDowell, el condado de Haywood, los condados Madison, Caldwell, Burke, Yancey, Buncombe, Avery, Mitchell, Henderson y Watauga.

## Bosques antiguos y vírgenes
De los 46 600 acres (188,58 km²) de bosques primarios en Estados Unidos, en el bosque nacional Pisgahhan sido identificados  10 000 acres (4046,9 ha) en Linville Gorge.

## Administración
El bosque nacional Pisgah está dividido en 4 distritos: el distrito de El abuelo, distrito de los Apalaches, el distrito French Broad y el distrito Pisgah. El distrito forestal de El Abuelo y Apalaches se encuentran en el norte de las montañas de Carolina del Norte e incluyen áreas tales como Linville Gorge Wilderness, Wilson Creek, las cuencas de los ríos Toe y Cane, la Montaña Roan, Monte Mitchell, los Craggy Gardens, y el área limítrofe de Big Ivy/Coleman. El distrito forestal de French Broad  se extiende a lo largo de la frontera de Tennessee desde parque nacional de las Grandes Montañas Humeantes hasta el norte de Hot Springs.
El sendero apalache atraviesa esta sección del bosque.

## Ríos y senderos
Los ríos Mills y Davidson y el arroyo Bent —tres principales cursos de agua y afluentes del río French Broad— están localizados en el distrito forestal Pisgah, que se encuentra a ambos lados del Blue Ridge Parkway al sur de Asheville, junto a la cresta Pisgah y las montañas Balsam. Posee tres extensos senderos recreativos —el sendero Mountains-to-Sea, el sendero Shut-In, y el sendero Art Loeb— atravesando todo el distrito. También incluidos en el distrito forestal Pisgah están la Shining Rock y el  Middle Prong Wildernesses. El camino Blue Ridge atravisea este Bosque Nacional.[cita requerida]

## Historia

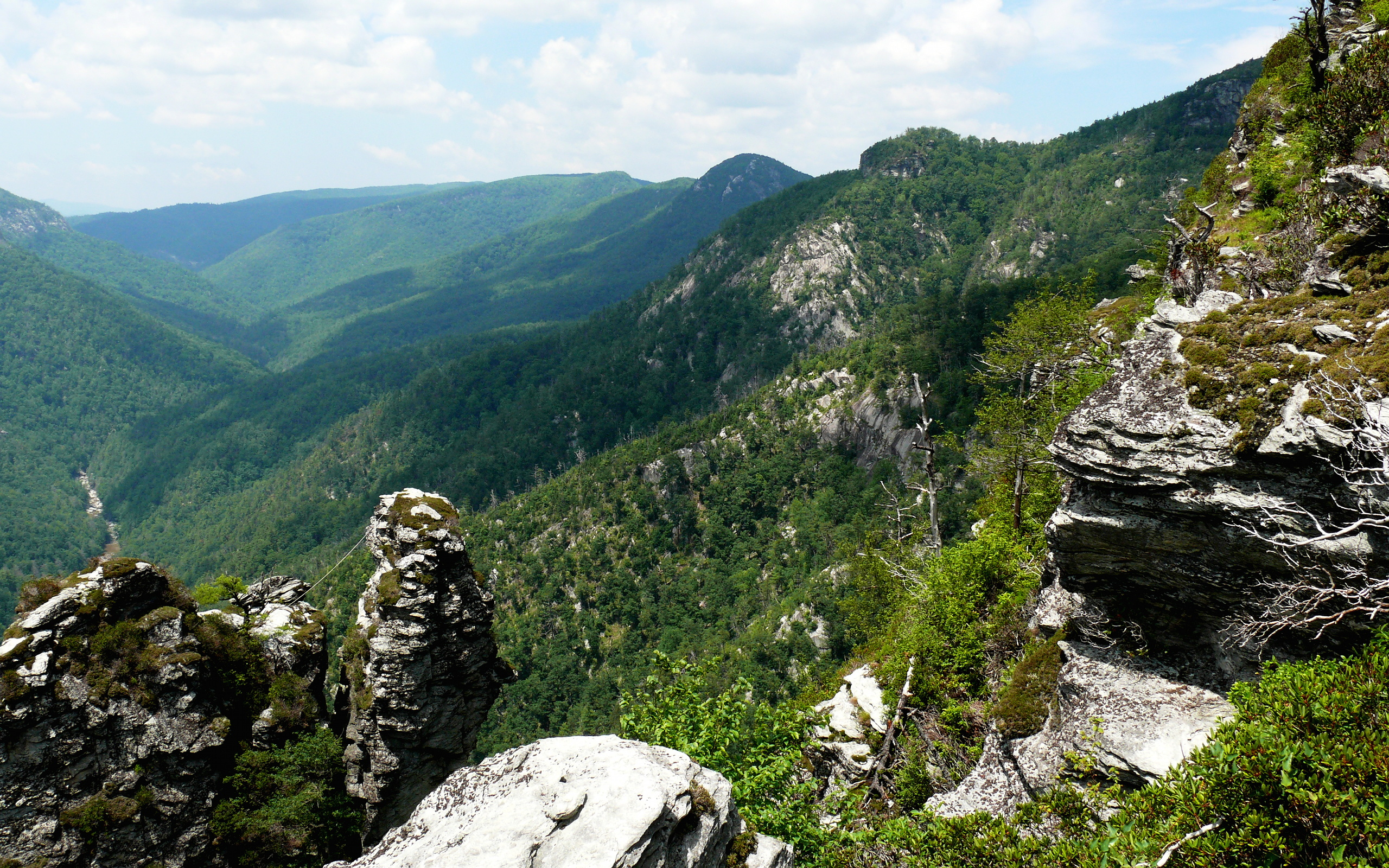
Vista de Linville-Gorge en el bosque nacional Pisgah.

El bosque nacional Pisgah fue fundado en 1916, siendo uno de los primeros bosques nacionales en el Este de los Estados Unidos. Algunas de las extensiones forestales fueron de las primeras compras realizadas por el Servicio Forestal bajo la Weeks Act de 1911. Aunque  ya habían sido creados en el Oeste de los Estados Unidos algunos bosques nacionales, la Weeks Act daba la autoridad requerida para crear bosques nacionales en el Este. 
Aunque extensiones en el que sería el bosque nacional Pisgah estaban entre las primeras compras de la Weeks Act, la primera en recibir una aprobación formal fueron los 31 000 acre (125,45 km²) en la compra de Gennett al norte de Georgia. 
El 25 de marzo de 1921 el Boone National Forest fue añadido al Pisgah, y el 10 de julio de 1936 la mayor parte del Unaka National Forest fue agregado. En 1954 el bosque nacional Pisgah fue administrativamente combinado con los bosques nacionales Croatan y Nantahala, colectivamente conocidos como los bosques nacionales de Carolina del Norte.
Los bosques forestales de América tienen sus raíces en lo que hoy es el bosque nacional de Pisgah. La cuna del cuidado forestal, (Escuela Forestal Biltmore), que se encuentra en la parte sur del bosque, fue el escenario de la primera escuela forestal de los Estados Unidos. Funcionó desde finales del siglo XIX y hasta principios del XX. La escuela se abrió y operó bajo la dirección de George Washington Vanderbilt II, constructor de la Biltmore Estate en Asheville. La formación forestal ofrecida en Biltmore fue enseñada por Carl Schenk, un nativo alemán remitido a Vanderbilt cuando Gifford Pinchot renunció a operar la División Forestal recién formada. La cuna de la silvicultura y el Biltmore Estate jugaron un papel importante en el nacimiento del Servicio Forestal de Estados Unidos. Hoy en día estas tierras son parte de un espacio educativo y recreativo en el bosque nacional Pisgah.
Localizado en la propiedad del bosque está la Bent Creek Campus of the Appalachian Forest Experiment Station, listada en el registro nacional de lugares históricos en 1993.

## Áreas salvajes
Hay tres áreas salvajes oficiales designadas, que se encuentran en el propio bosque nacional Pisgah y que son parte del Sistema de Preservación de Naturaleza Nacional.
- Linville Gorge Wilderness
- Middle Prong Wilderness
- Shining Rock Wilderness